# 白木靖寛
白木 靖寛（しらき やすひろ、1942年 - ） は東大名誉教授。東京都市大学副学長。応用物理学会名誉会員・元会長. 工学博士.

## 人物・経歴
1965年3月東京大学工学部物理工学科卒業
1967年3月東京大学大学院工学系研究科応用物理学専攻修士課程修了
1967年4月三井石油化学工業 入社
1969年日立製作所 入社
1987年12月東京大学先端科学技術研究センター助教授
1991年5月東京大学工学部物理工学科教授
1991年9月東京大学先端科学技術研究センタ教授
2001年4月東京大学大学院工学系研究科教授
2004年4月武蔵工業大学特任教授・総合研究所所長
2007年10月武蔵工業大学副学長・総合研究所所長
2009年東京都市大学副学長
2010年応用物理学会会長
東京大学・東京都市大学名誉教授。応用物理学会名誉会員 工学博士。